# Learchis evelinae
Learchis evelinae is een slakkensoort uit de familie van de Facelinidae. De wetenschappelijke naam van de soort is voor het eerst geldig gepubliceerd in 1983 door Edmunds & Just.